# Kapsejsa

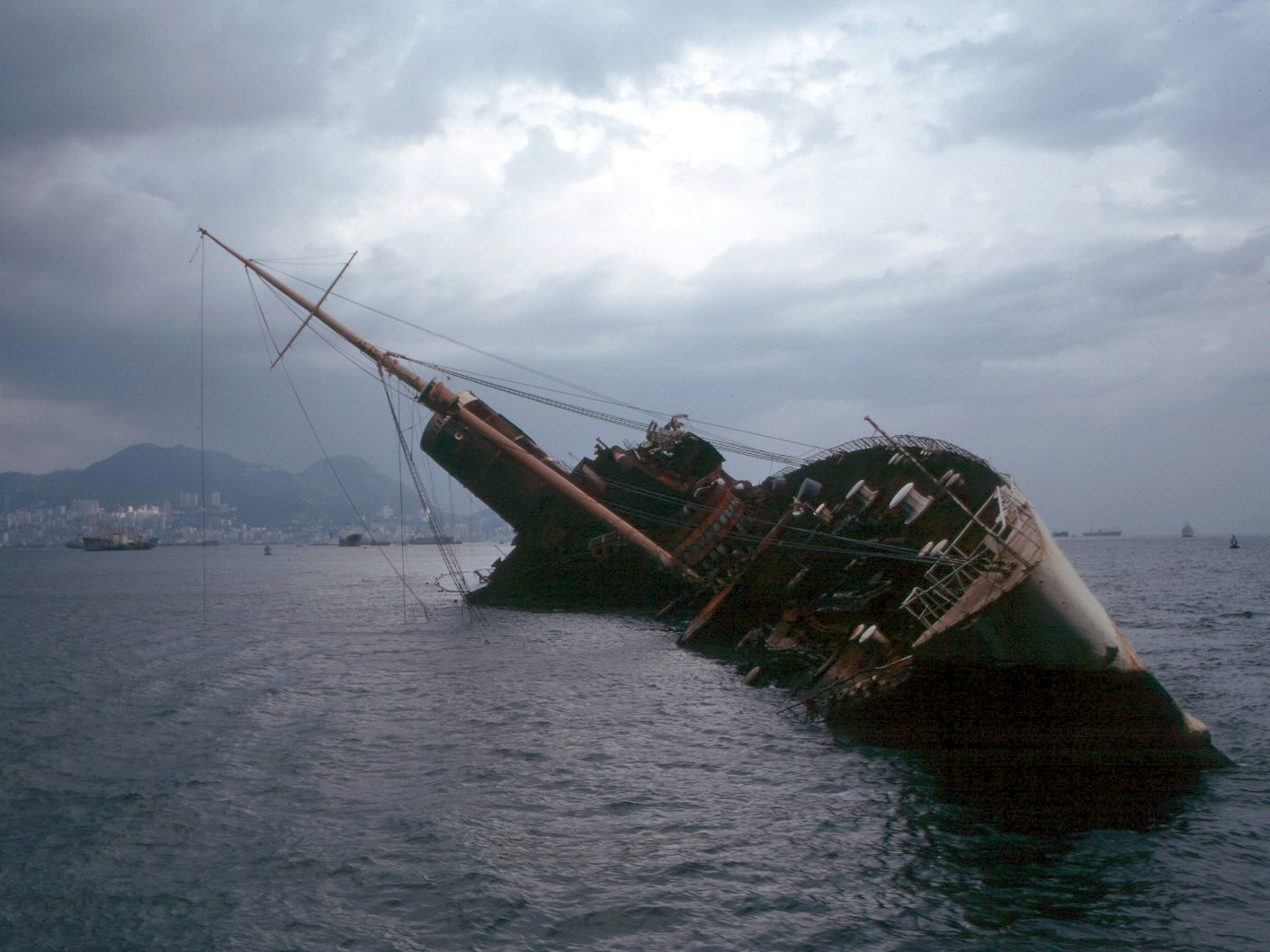
RMS Queen Elisabeth kapsejsade i Hongkong efter en brand 1972

Kapsejsa eller kapsejsning med en båt eller ett fartyg innebär att farkosten kantrar under gång. Man brukar tala om att vinkeln ska vara cirka 90 grader eller mer för att den skall vara kapsejsad. År 1994 kapsejsade M/S Estonia till slagsida 133 grader och sjönk och över 850 människor omkom.
Ordet "kapsejsa" kommer från engelskan och är belagt i svenska språket sedan 1840.